# Phengaris rebeli
La Phengaris rebeli (antiguamente Maculinea rebeli), nombre común montaña Alcon azul, es una especie de mariposa de la familia Lycaenidae. Fue encontrada y descrita por primera vez en Estiria (Austria), en el monte Hochschwab, hacia 1700. Aunque inicialmente se clasificó como subespecie de P. alcon, un investigador europeo, Lucien A. Berger, la designó como especie independiente en 1946. Las similitudes genéticas entre P. rebeli y P. alcon han llevado a muchos investigadores a sostener que ambas son la misma especie y que las diferencias se deben a la variación intraespecífica.
Aunque la P. rebeli se encuentra en todo el Paleártico (véanse las subespecies), es difícil determinar el área de distribución exacta de la especie debido a la confusión con la P. alcon.
Los ecólogos del comportamiento han encontrado de especial interés su papel como parásito de las crías, ya que, a diferencia de muchos parásitos de las crías, no oviposita directamente en los nidos de los hospedadores. La P. rebeli parasita como larva a la especie de hormiga de colonia Myrmica schencki utilizando mimetismo químico para engañar a las hormigas haciéndoles creer que son larvas de hormiga; así, las hormigas llevan orugas de P. rebeli a sus nidos y las alimentan. La P. rebeli depende de la planta Gentiana cruciata al principio de su ciclo vital y es vulnerable al parasitismo de Ichneumon eumerus cuando está dentro del nido de M. schencki. En 2000 fue incluida en la Lista Roja de la UICN y está clasificada como especie vulnerable a la extinción.

## Taxonomía
El género Phengaris se consideraba anteriormente un subgrupo dentro del género Maculinea (lo que explica por qué la P. rebeli se conocía anteriormente como M. rebeli) y se cree que el clado Maculinea-Phengaris es una sección dentro de Glaucopsyche. Hay tres grupos dentro de este clado Maculinea-Phengaris: el grupo alcon, el grupo teleius y el grupo Arion-Phengaris.
Los grupos se dividen en función de sus estrategias alternativas de parasitación de las hormigas hospedadoras. La estrategia depredadora (en la que la oruga consume a las hormigas hospedadoras) y la estrategia cuco (en la que las orugas se alimentan de la regurgitación de las hormigas) son características derivadas del grupo alcon, habiendo evolucionado la estrategia depredadora a partir del grupo teleius y la estrategia cuco a partir del grupo arion-Phengaris. Otra forma de clasificar a estos grupos es según liberen o no una sustancia química (secreciones del órgano nectario dorsal) para atraer la atención de la hormiga hospedadora. Este rasgo no es tan prominente en los ancestros del grupo alcon y en M. nausithous, que forma parte del grupo teleius.
La P. rebeli está más estrechamente emparentada con las dos subespecies de Phengaris alcon (P. alcon alcon y P. alcon kondakovi), siendo P. alcon alcon más emparentada con P. rebeli que con P. alcon kondakovi.

### Subespecies
- Phengaris rebeli rebeli (Hirschke, 1904) Europa central y meridional
- Phengaris rebeli cordidula (Jachontov, [1909]) Cáucaso mayor
- Phengaris rebeli imitator Tuzov, 2000 Tian-Shan septentrional, Dzungarian Alatau
- Phengaris rebeli kondakovi Kurentzov, 1970 Transbaikalia, Amur Oblast, Ussuri, noreste de China
- Phengaris rebeli monticola (Staudinger, 1901) Armenia
- Phengaris rebeli ssp. Montañas Altai

### Conflictos en torno a la clasificación
Varios investigadores sostienen que la P. rebeli no ha evolucionado hasta convertirse en una especie separada de Phengaris alcon y que cualquier variación entre los dos grupos se debe a la variación intraespecífica. Ambas especies comparten una morfología adulta, un ADN y unas alozimas similares. Además, ambas tienen métodos similares de parasitar a la hormiga hospedadora: actúan como «cucos» parásitos dentro del hormiguero y se alimentan de la regurgitación de las hormigas. Esto se compara con el método alternativo de depredación utilizado por Maculinea arion.
Para probar esta hipótesis, los investigadores examinaron cómo utilizaba cada especie a las hormigas hospedadoras. Las M. schencki y M. sabuleti son parasitadas por la P. rebeli, mientras que la M. salina y M. vandeli son parasitadas por P. alcon., M. scabrinodis es parasitado tanto por P. rebeli como por P. alcon; sin embargo, P. alcon tiene muchas más probabilidades que P. rebeli de parasitar a M. scabrinodis. Los investigadores descubrieron que, en general, P. alcon tenía muchas más probabilidades de parasitar a la hormiga hospedadora que P. rebeli; sin embargo, los nidos de hormigas que albergaban a P. alcon eran mucho más pequeños y mantenían poblaciones más bajas que los nidos de hormigas que albergaban a P. rebeli.

## Apariencia
La P. rebeli destaca por sus grandes alas azules, con los machos de un tono azul violáceo y las hembras con áreas basales azules intercaladas con manchas marrones, similares a las de otras mariposas del género. La parte inferior de las alas es de color marrón oscuro con pequeñas manchas negras rodeadas de blanco. Esta especie puede distinguirse de su pariente cercana, P. alcon, por los márgenes negros más anchos de la parte superior de las alas de los machos y las extensas áreas basales azules de las alas de las hembras. Tiene una envergadura aproximada de 32-36 mm.

## Hábitat
Reside en zonas bastante secas a menor altitud y en prados húmedos entre los árboles a altitud alpina y se encuentra en altitudes de 1000-2000 metros. Las poblaciones de P. rebeli se concentran en la parte norte de Portugal y Grecia, los Pirineos occidentales, Francia y la parte oriental de Alemania.

## Ciclo de vida
Esta mariposa comienza su vida como huevos puestos en las hojas de las plantas Gentiana cruciata. Las orugas eclosionan y se alimentan de las flores y los frutos en desarrollo de la planta. Tras alimentarse y crecer durante cuatro estadios, las orugas caen al suelo, donde liberan sustancias químicas que imitan a las larvas de las hormigas Myrmica. Si una hormiga encuentra la oruga, se la llevará a su nido. Una vez dentro del nido, la oruga engaña a las hormigas para que la alimenten y la cuiden. La P. rebeli pupa dentro del nido de hormigas y sale arrastrándose como adulto.

### Planta hospedera
La P. rebeli elige dónde poner sus huevos en función del tamaño de las hojas de G. cruciata y no de la ubicación de la colonia de hormigas Myrmica más cercana. Este hecho se ve respaldado por el momento de su oviposición. La P. rebeli pone sus huevos durante la estación cálida del verano, cuando es más probable que las hormigas Myrmica estén bajo tierra. Los investigadores también observaron que las hembras no basaban su oviposición en el lugar donde encontraban los nidos de Myrmica.
Las poblaciones más grandes de G. cruciata se asocian con una mayor producción de flores y semillas, pero también con una mayor frecuencia de P. rebeli alimentándose de la planta. Los investigadores están especialmente interesados en la planta G. cruciata porque tanto P. rebeli como G. cruciata están en peligro de extinción. Los lepidopteristas han sugerido que la conservación de P. rebeli requiere centrarse en la conservación de G. cruciata.

### Parasitismo de las hormigas

#### Descubrimiento
La Phengaris rebeli es un parásito de puesta, un organismo que manipula a otro organismo (el hospedador) para criar a su progenie; en este caso, la P. rebeli parasita a una especie concreta de hormiga, la Myrmica schencki. Se descubrió por primera vez que la P. rebeli era un parásito de puesta cuando un investigador observó que las hormigas M. schencki llevaban las larvas de P. rebeli a su propio nido. Una de las hipótesis propuestas para este parasitismo era que las larvas de P. rebeli liberaban sustancias químicas para confundir a las hormigas y hacerles creer que eran larvas de hormiga.
Se determinó que las larvas de P. rebeli utilizan el mimetismo químico para persuadir a las hormigas M. schencki de que forman parte de la cría. Además, las hormigas M. schencki no pueden distinguir las diferencias físicas entre las larvas de P. rebeli y otras crías no afines porque las larvas de P. rebeli son mucho más parecidas a las larvas de M. schencki que a las larvas de cualquier otra especie de hormiga.
Las P. rebeli viven en hábitats diferentes, por lo que no parasitan a las mismas especies de hormigas Myrmica. Mediante la observación y la experimentación, los investigadores descubrieron que si las P. rebeli intentan parasitar a una especie de hormiga Myrmica diferente a la que parasitan normalmente, las hormigas Myrmica identificarán a las larvas de P. rebeli como intrusas y matarán al 100% de las larvas de P. rebeli. Las diferencias entre las P. rebeli son que sintetizan hidrocarburos diferentes, lo que les permite imitar a las distintas especies de hormigas Myrmica. Esto explica por qué no tienen éxito al ser confundidas con otra especie de hormiga Myrmica y la consiguiente tasa de mortalidad del 100% cuando la otra especie de hormiga Myrmica no es engañada.

#### Acústica y rango social en la jerarquía de huéspedes
Una vez que las larvas de P. rebeli se infiltran en la cría del hospedador, ascienden a los rangos sociales más altos de la jerarquía del hospedador utilizando la acústica para lograr la aceptación social de las hormigas obreras M. schencki. Las larvas y pupas de P. rebeli lo consiguen imitando el sonido que emite la reina de la colonia de hormigas, tanto cuando es larva como cuando es pupa en la colonia.
Mientras que los miembros de las colonias de hormigas Myrmica pueden identificarse entre sí a través de señales químicas, los rangos sociales están parcialmente determinados por la acústica del sonido. Por lo tanto, una vez que la P. rebeli empieza a imitar el sonido de la hormiga reina, las hormigas obreras empiezan a tratar a la P. rebeli como si fuera la hormiga reina. Por otro lado, la hormiga reina trata a las larvas y pupas de P. rebeli como si fueran rivales, ya que es la única de la colonia que reconoce que las larvas de P. rebeli no son larvas de hormiga.
Las funciones más comunes de los sonidos de la hormiga reina son reclutar obreras, oler a sus compañeras de nido y facilitar los intercambios orales de comida y feromonas. Lo más importante, sin embargo, es el hecho de que los ruidos de socorro emitidos por la reina hacen que las obreras levanten la guardia y refuercen su protección.
Los investigadores especulan que el mimetismo acústico está relacionado con el nivel de interacción entre el hospedador y el parásito. En el género Phengaris, existen dos estrategias diferentes: la estrategia cuco utilizada por la P. rebeli y la estrategia depredadora utilizada por Phengaris arion. En la P. rebeli, las larvas de Phengaris se integran en la colonia y son atendidas por las hormigas obreras. Sin embargo, las larvas de las especies depredadoras se alimentan de la cría de las hormigas y, en consecuencia, pasan gran parte de su vida escondidas en los bolsillos del nido de cría.

#### Integración en la vida del anfitrión
Existen dos fases en la integración de P. rebeli en una colonia de hormigas Myrmica schencki: la integración inicial y la integración completa. En ambas fases, una oruga de P. rebeli es introducida en el nido de cría; sin embargo, en la integración completa, la P. rebeli alcanza también su elevado estatus social dentro de la sociedad hospedadora. Ese estatus es crucial para sobrevivir a periodos de estrés de la colonia hospedadora, como la escasez de alimentos.
Los estudios han demostrado que las orugas de P. rebeli se benefician más cuando parasitan una colonia de hormigas Myrmica schencki que una colonia de cualquier otra especie de hormigas. Cuando las colonias de hormigas Myrmica se enfrentan a un período de escasez de alimentos, sobreviven más orugas P. rebeli que si esta escasez de alimentos se produjera en colonias de otras especies. Esto se debe a que las orugas P. rebeli tienen un rango social inferior en otras especies de hormigas en comparación con su rango social en la colonia de hormigas M. schencki. Este fenómeno se observa en momentos de estrés, cuando algunas de las hambrientas orugas P. rebeli hambrientas segregan compuestos para atraer la atención de la colonia de hormigas que han parasitado. Aunque las hormigas M. schencki siguen creyendo que las P. rebeli son de su propia cría, estos compuestos no imitan a los de las sociedades de otras especies de hormigas no hospedadoras, por lo que las P. rebeli son identificadas como intrusas y mueren.
Por otro lado, M. schencki prefiere alimentar a P. rebeli en épocas de escasez de comida. Así, en periodos de inanición, las orugas de P. rebeli muestran en general una tasa de supervivencia mayor que las de las larvas de M. schencki.

#### Polimorfismo de crecimiento en larvas
Muchas mariposas son polimórficas. Las orugas de P. rebeli son polimórficas y tienen dos estrategias para vivir y crecer bajo tierra: existir como larvas de desarrollo rápido (FDL) o larvas de desarrollo lento (SDL). Después de que la cría de hormigas adopta las FDL, que comprenden aproximadamente el 25% del total de larvas de P. rebeli, las FDL completan su crecimiento la primavera siguiente y eclosionan (emergen como adultos de la pupa) a principios del verano para completar su ciclo vital. Las SDL, que comprenden el 75% de las larvas de P. rebeli, no crecen mucho durante el primer año, pero lo hacen rápidamente durante la primera parte del segundo verano y permanecen un segundo invierno en las colonias de hormigas. Aunque ambos tipos de larvas acaban formando pupas de tamaño similar, sus tasas de crecimiento polimórficas podrían indicar estrategias de adaptación alternativas y diferentes formas de explotar los recursos alimenticios de M. schencki.
Otros investigadores plantean la hipótesis de que en el P. rebeli evolucionará otra estrategia de crecimiento alternativa, en la que la P. rebeli parasitará a las hormigas M. schencki durante un periodo de tiempo aún más largo que las larvas de desarrollo lento. Sin embargo, la mayoría de los investigadores consideran esta hipótesis muy improbable porque no es una estrategia evolutivamente estable. Al ritmo al que P. rebeli parasita a las hormigas M. schencki, es improbable que la colonia hospedadora dure como fuente viable de alimento más de dos años (el promedio de vida del polimorfo más largo de P. rebeli). Una vez que la colonia hospedadora alcanza los dos años de vida y muere, la P. rebeli pierde su fuente de alimento y también muere.
El ritmo de desarrollo de P. rebeli muestra una gran plasticidad fenotípica (cambio de su ritmo de desarrollo en respuesta a cambios en el entorno), ya que se desarrolla muy rápidamente en el laboratorio y en los Pirineos y los Alpes meridionales. Los científicos plantean la hipótesis de que esta plasticidad se debe a las condiciones cálidas y a una mayor exposición a la luz, lo que afecta al desarrollo larvario. También se cree que la abundancia de recursos alimenticios contribuye a acelerar el desarrollo.
Los estudios han demostrado que la P. rebeli húngara de menor tamaño normalmente eclosionan a finales de junio o mediados de julio; sin embargo, cuando estas poblaciones se estudian en laboratorio, no eclosionan hasta finales de agosto, lo que ha llevado a los investigadores a especular con la posibilidad de que las larvas de P. rebeli que no reciben una alimentación adecuada puedan desarrollarse plenamente en un año y actuar como un adulto funcional. Sin embargo, es poco probable que sean bivoltinas (que produzcan dos nidadas en una temporada). Esta hipótesis se ve respaldada por el hecho de que ciertos investigadores afirman que las larvas de P. rebeli pueden tener un desarrollo continuo.

#### Mutualismo vestigial
Se cree que la relación parasitaria entre las orugas de P. rebeli y sus hormigas huéspedes ha evolucionado a partir de una relación mutualista. Las larvas de P. rebeli se alimentan de las crías de las hormigas y producen secreciones ricas en azúcar que ingieren las hormigas obreras. En un experimento, los individuos de P. rebeli que consumieron larvas de hormiga se desarrollaron más rápidamente que los que no lo hicieron. Además, a pesar de su oferta nutritiva a la colonia de hormigas, invariablemente impusieron una pérdida neta en las tasas de supervivencia de obreras y cría, lo que demuestra que la especie es parasitaria (y no mutualista) en todas las fases de su colonia huésped.

## Relación con la avispa parásitaIchneumon eumerus
Aunque la P. rebeli es un parásito, actúa ella misma como huésped de la avispa parasitoide Ichneumon eumerus. La I. eumerus intenta parasitar a las orugas de P. rebeli dentro de un nido de Myrmica. La avispa adulta busca los nidos de hormigas Myrmica por el sentido del olfato, y responde fuertemente sólo a los nidos que contienen P. rebeli, a la que parasita más comúnmente y con éxito.
Tras localizar un nido de M. schnecki, la avispa entra en él sólo si contiene orugas de P. rebeli. Es capaz de entrar en el nido sin ser enjambrada liberando una sustancia química que hace que las hormigas obreras se ataquen unas a otras en lugar de concentrar sus esfuerzos en la avispa. Una vez que la avispa llega a las orugas, oviposita un huevo en ellas. Una vez que los huevos de la avispa eclosionan, las larvas se alimentan de la oruga, matándola finalmente.

## Situación de conservación
La P. rebeli se ha estudiado rigurosamente en Europa porque tiene un estado de conservación prioritario y fue clasificada como «vulnerable» en 2000 por la Lista Roja de Especies Amenazadas de la UICN. Se llamó la atención de la UICN por primera vez y se incluyó en la Lista Roja de Especies Amenazadas de la UICN en 1986. La especie fue clasificada como «vulnerable» porque su población disminuyó entre un 20 y un 50% en los últimos 25 años y ha sido extirpada de al menos un país.
Se cree que las causas de esta drástica reducción de la población son los cambios en el uso de las tierras agrícolas, el abandono de la gestión extensiva y la deforestación. A medida que disminuye el hábitat de la planta alimenticia Gentiana cruciata, también disminuye la población de P. rebeli.

## Galería
|                             |
| Huevos en la planta huésped |

|                     |
| Pupas en hormiguero |